# Avia BH-28

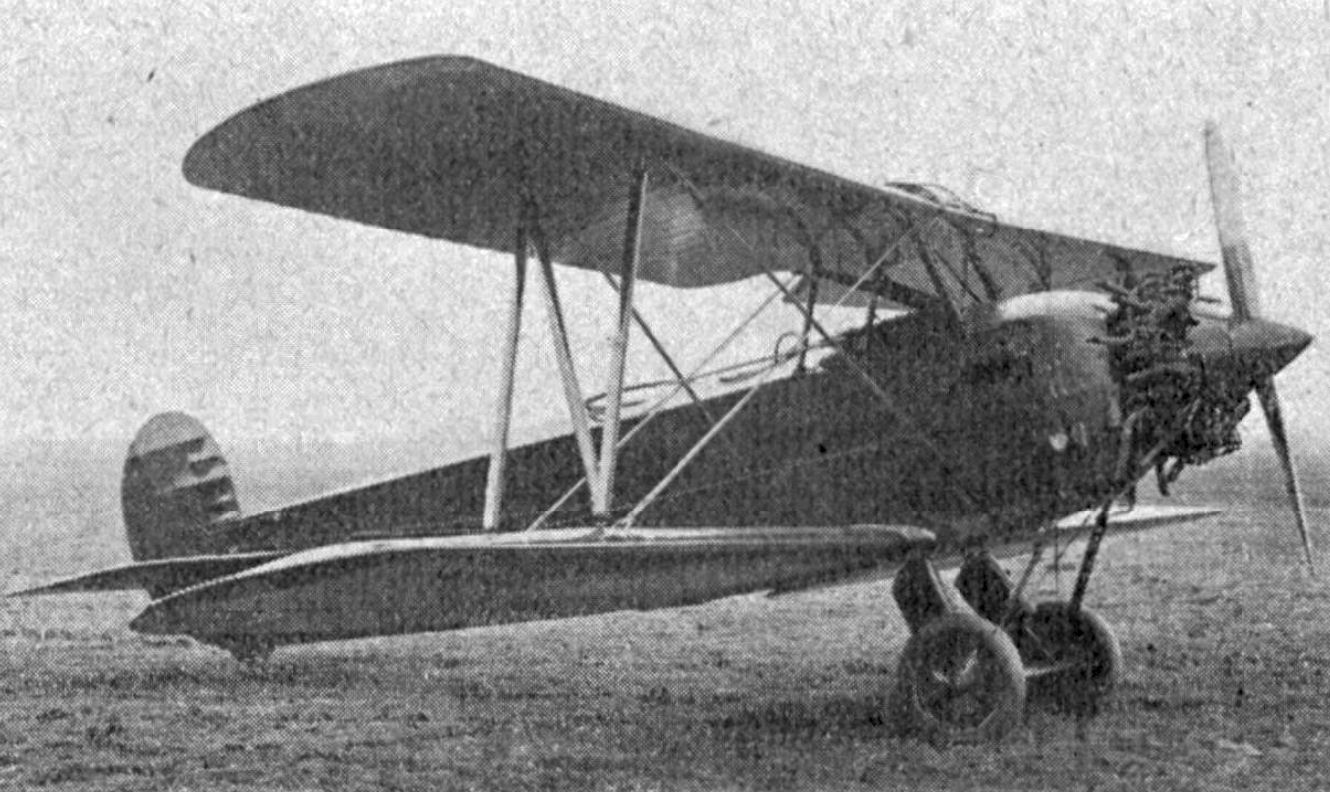

Авиа BH-28 (чеш. Avia BH-28) — чехословацкий самолёт разведчик, разработанный авиастроительной компанией Avia по заказу правительства Румынии. Первый полёт был выполнен 17 февраля 1927 года.

## История
Изготовленный образец BH-28 был отправлен в Румынию, где в Бухаресте состоялся его показ. Однако в мае 1927 года самолёт был разрушен в результате аварии. Заказа на серию от румынского правительства не поступило. Восстановленный BH-28 принял участия в конкурсе на самолёт-разведчик, объявленный Министерством национальной обороны Чехословакии, но успеха не имел. Победителем конкурса стал Aero A-32.

## Конструкция

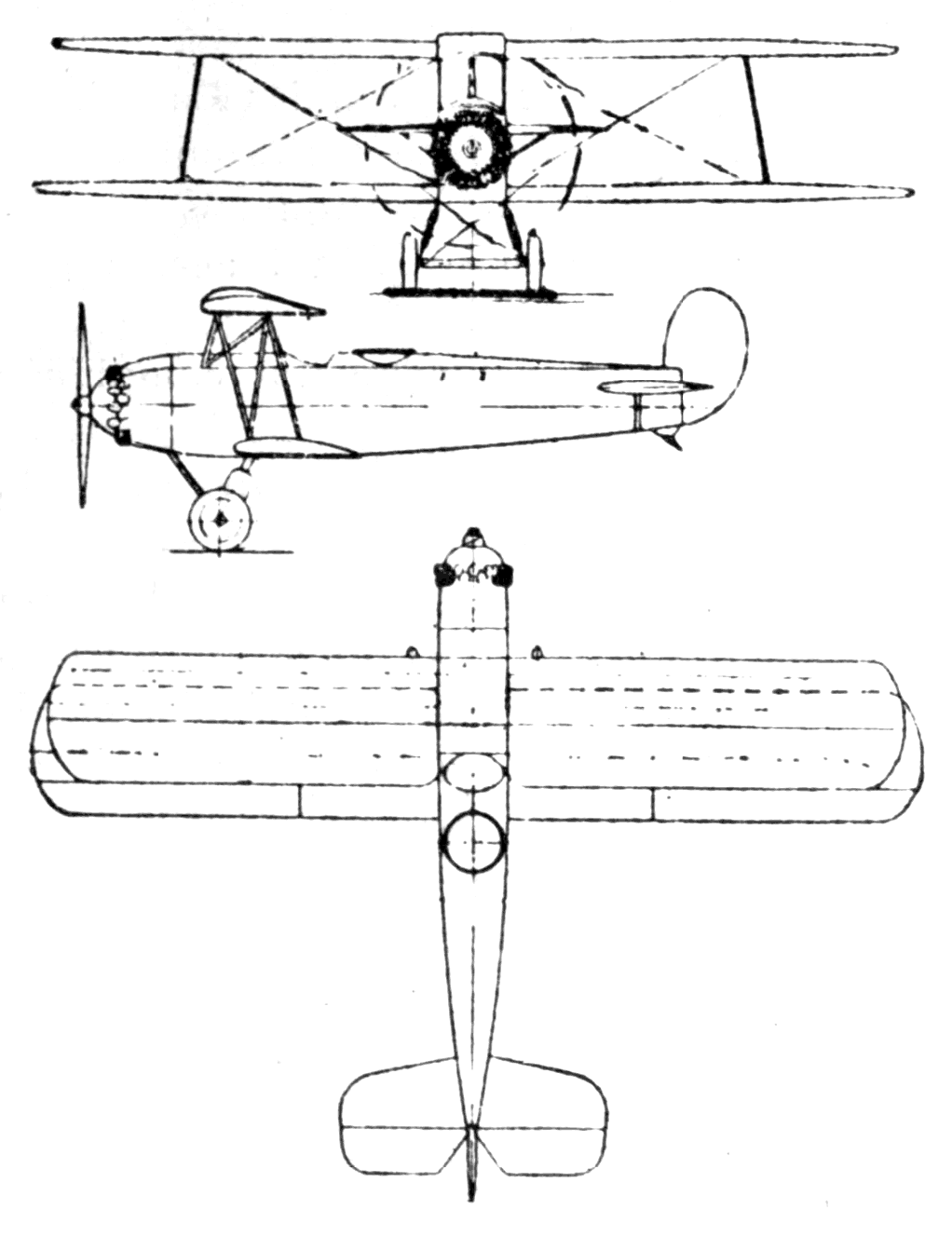
Проекции BH-28

В соответствии с требованиями заказчика на разведчике должен был быть установлен британский поршневой 14-цилиндровый двухрядный авиадвигатель воздушного охлаждения Armstrong Siddeley Jaguar. Специалисты Avia установили требуемый двигатель на двухместный истребитель Avia BH-26, в остальном конструкция осталась прежней. 
BH-28 представлял собой двухместный биплан деревянной конструкции. Нижнее крыло имело элероны большого размаха с устройством аэродинамической компенсации представляющим собой небольшую поверхность крепившуюся к элерону на трёх кронштейнах. 
Вооружение состояло из двух синхронизированных пулемётов Виккерс калибром 7,7 мм. (.303 British) и одного 7,7 мм пулемёта Льюиса установленного на подвижной турели в кабине наблюдателя.

### Технические характеристики
- Экипаж: 2 чел.
- Длина: 9,05 м
- Размах крыла: 11,80 м
- Высота:
- Площадь крыла: 36,50 м²
- Профиль крыла:
- Масса пустого: 1 150 кг
- Масса снаряжённого:
- Нормальная взлётная масса: 1950 кг
- Максимальная взлётная масса:
- Двигатель Armstrong Siddeley Jaguar
- Мощность: 1 x 385 л. с.

### Лётные характеристики
- Максимальная скорость: 230 км/ч
  - у земли:
  - на высоте м:
- Крейсерская скорость: 195 км/ч
- Практическая дальность: 900 км
- Практический потолок: 7 200 м
- Скороподъёмность: 198 м/с
- Нагрузка на крыло: кг/м²
- Тяговооружённость: Вт/кг
- Максимальная эксплуатационная перегрузка:

### Вооружение
- Пушечно-пулемётное:
  - 2х 7,7 мм пулемёта Виккерс, 1х 7,7 мм пулемёт Льюиса[1]